# Orchesia gravida
Orchesia gravida is een keversoort uit de familie zwamspartelkevers (Melandryidae). De wetenschappelijke naam van de soort werd in 1872 gepubliceerd door Victor Ivanovitsch Motschulsky.